# Zeev Buium
Zeev Buium, född 7 december 2005, är en amerikansk professionell ishockeyback som spelar för Minnesota Wild i National Hockey League (NHL).
Han har tidigare spelat för Denver Pioneers i National Collegiate Athletic Association (NCAA) och Team USA i United States Hockey League (USHL).
Buium draftades av Minnesota Wild i första rundan i 2024 års draft som tolfte spelare totalt.

## Statistik
| 2018–2019   | Los Angeles Jr. Kings U13      |             | 56 | 19 | 17 | 36 | 40 | — | — | — | — | — |
| 2019–2020   | Shattuck St. Mary's Sabres U14 |             | 56 | 2  | 14 | 16 | 26 | — | — | — | — | — |
| 2020–2021   | Shattuck St. Mary's Sabres U15 |             | 43 | 6  | 27 | 33 | 38 | — | — | — | — | — |
| 2021–2022   | Team USA                       | USHL        | 32 | 2  | 3  | 5  | 10 | — | — | — | — | — |
|             | U.S. National U17 Team         |             | 49 | 4  | 9  | 13 | 16 | — | — | — | — | — |
| 2022–2023   | Team USA                       | USHL        | 23 | 2  | 10 | 12 | 20 | — | — | — | — | — |
|             | U.S. National U18 Team         |             | 63 | 5  | 35 | 40 | 44 | — | — | — | — | — |
| 2023–2024   | Denver Pioneers                | NCAA        | 42 | 11 | 39 | 50 | 20 | — | — | — | — | — |
| 2024–2025   | Minnesota Wild                 | NHL         | —  | —  | —  | —  | —  | 1 | 0 | 0 | 0 | 0 |
|             | Denver Pioneers                | NCAA        | 41 | 13 | 35 | 48 | 44 | — | — | — | — | — |
| NHL totalt  | NHL totalt                     | NHL totalt  | —  | —  | —  | —  | —  | 1 | 0 | 0 | 0 | 0 |
| NCAA totalt | NCAA totalt                    | NCAA totalt | 83 | 24 | 74 | 98 | 64 | — | — | — | — | — |
| USHL totalt | USHL totalt                    | USHL totalt | 55 | 4  | 13 | 17 | 30 | — | — | — | — | — |

### Internationellt
| Källa: Uppdaterad: 2025-04-21 | Källa: Uppdaterad: 2025-04-21 | Källa: Uppdaterad: 2025-04-21 |         | Utv = Utvisningsminuter | Utv = Utvisningsminuter | Utv = Utvisningsminuter | Utv = Utvisningsminuter | Utv = Utvisningsminuter |
| År                            | Lag                           | Mästerskap                    | Matcher | Mål                     | Assists                 | Poäng                   | Utv                     |                         |
| ----------------------------- | ----------------------------- | ----------------------------- | ------- | ----------------------- | ----------------------- | ----------------------- | ----------------------- | ----------------------- |
| 2023                          | USA                           | U18-VM                        | 7       | 1                       | 5                       | 6                       | 0                       |                         |
| 2024                          | USA                           | JVM                           | 7       | 3                       | 2                       | 5                       | 4                       |                         |
| 2025                          | USA                           | JVM                           | 7       | 2                       | 4                       | 6                       | 2                       |                         |
| Junior totalt                 | Junior totalt                 | Junior totalt                 | 21      | 6                       | 11                      | 17                      | 6                       |                         |